# Nova Holanda
Nova Holanda (em neerlandês: Nieuw Holland), também conhecida como Brasil Holandês, Nordeste Holandês ou Pernambuco Holandês, foi uma colônia da Companhia Neerlandesa das Índias Ocidentais (WIC) que ocupou grande parte da região Nordeste do Brasil entre 1630 e 1654. O território ocupado correspondia principalmente ao leste da Capitania de Pernambuco.
Pernambuco foi conquistado pela WIC, através de uma poderosa esquadra com 67 navios sob o comando de Hendrick Lonck.
O território da Nova Holanda abrangeu sete das dezenove capitanias do Brasil à época. As principais cidades eram Mauritsstad (Recife — a capital), Frederikstad (João Pessoa) e Nieuw Amsterdam (Natal). A colônia alcançou o seu apogeu durante o Governo de João Maurício de Nassau, um período de grande prosperidade cultural, econômica e de liberdade religiosa. Segundo o sociólogo e historiador pernambucano Gilberto Freyre, no seu Sobrados e Mucambos, "com o domínio holandês e a presença, no Brasil, do Conde Mauricio de Nassau [...] o Recife, simples povoado de pescadores, em volta de uma igrejinha, e com toda a sombra feudal e eclesiástica de Olinda para abafá-lo, se desenvolvera na melhor cidade da colônia e talvez do continente. Sobrados de quatro andares, palácios de Reis, pontes, canais, jardim botânico, jardim zoológico, observatório, igrejas da religião calvinista, sinagogas, muitos europeus de origem judaica, também muitos protestantes e outros europeus de procedências diversas, prostitutas, lojas e armazéns. Todas as condições para uma urbanização intensamente vertical".

## História
O conflito iniciou-se entre o período no qual Portugal e Espanha estavam sob o governo de um único rei, implicando a incorporação dos domínios lusitanos conquistados aos dos espanhóis.
À época, os neerlandeses lutavam pela sua emancipação do domínio espanhol. Apesar de algumas províncias terem proclamado sua independência em 1581, a República das Províncias Unidas, com sede em Amsterdã, apenas teve a sua independência reconhecida em 1648, após o acordo de paz de Münster, quando se efetivou a sua separação da Espanha.
Durante o conflito, uma das medidas adotadas por Filipe II de Espanha foi a proibição do comércio espanhol com os portos neerlandeses, o que afetava diretamente o comércio do açúcar do Brasil, uma vez que os neerlandeses eram tradicionais investidores na agro-manufatura açucareira e onde possuíam pesadas inversões de capital.
Diante dessa restrição, os neerlandeses voltaram-se para o comércio no oceano Índico, vindo a constituir a Companhia Neerlandesa das Índias Orientais (1602), que passava a ter o monopólio do comércio oriental, o que garantia a lucratividade da empresa.
O sucesso dessa experiência levou à fundação da Companhia Neerlandesa das Índias Ocidentais (1621), a quem os Estados Gerais (seu órgão político supremo) concederam o monopólio do comércio, por vinte e quatro anos, na América e na África. O maior objetivo da nova Companhia, entretanto, era retomar o comércio do açúcar produzido na Região Nordeste do Brasil.

Olinda, então o local mais rico do Brasil Colônia, foi saqueada e destruída pelos holandeses, que escolheram o Recife como a capital da Nova Holanda. O mapa neerlandês mostra o cerco a Olinda e Recife em 1630.

Em 1621 os Estados Gerais da República das Sete Províncias Unidas dos Países Baixos concederam à Companhia Neerlandesa das Índias Ocidentais (WIC) o direito exclusivo do comércio com a África e as Antilhas (Caribe). A companhia foi fundada  após a expiração do armistício de doze anos com a Espanha, durante a Guerra dos Oitenta Anos. Após a Espanha ter proibido o comércio entre a República Neerlandesa e as colônias portuguesas sob domínio espanhol, a WIC decidiu intervir no Brasil com o objectivo de adquirir uma colônia.
Após Piet Heyn ter atacado com sucesso a frota da prata espanhola em 1628, a WIC possuía capital suficiente para tomar territórios das dominantes potências coloniais de Portugal e da Espanha. Em 1624 e em 1627, pequenos territórios brasileiros foram temporariamente ocupados pelos neerlandeses. Uma expedição militar sob comando de Hendrick Lonck foi bem sucedida e conquistou a capitania de Pernambuco em 1630. No entanto, grande parte do Brasil permaneceu em mãos portuguesas.
No ano de 1636, Johan Maurits Van Nassau (João Maurício de Nassau-Siegen) foi nomeado Governador-Geral da colônia. Ele fundou Mauritsstad, "cidade maurícia" (Recife contemporânea), instituiu a liberdade de religião e de culto, estimulou a produção de cana-de-açúcar e construiu casas, canais, diques e pontes. Atraídos pela liberdade de religião concedida, um grande número de judeus de Amsterdã resolveram imigrar para a nova colônia. Lá, fundaram a primeira sinagoga das Américas, Kahal Zur Israel.
Quando, em 1640, quase toda a frota luso-espanhola perto de Itamaracá é destruída pela República Neerlandesa, a guerra sobre o Brasil começa novamente.

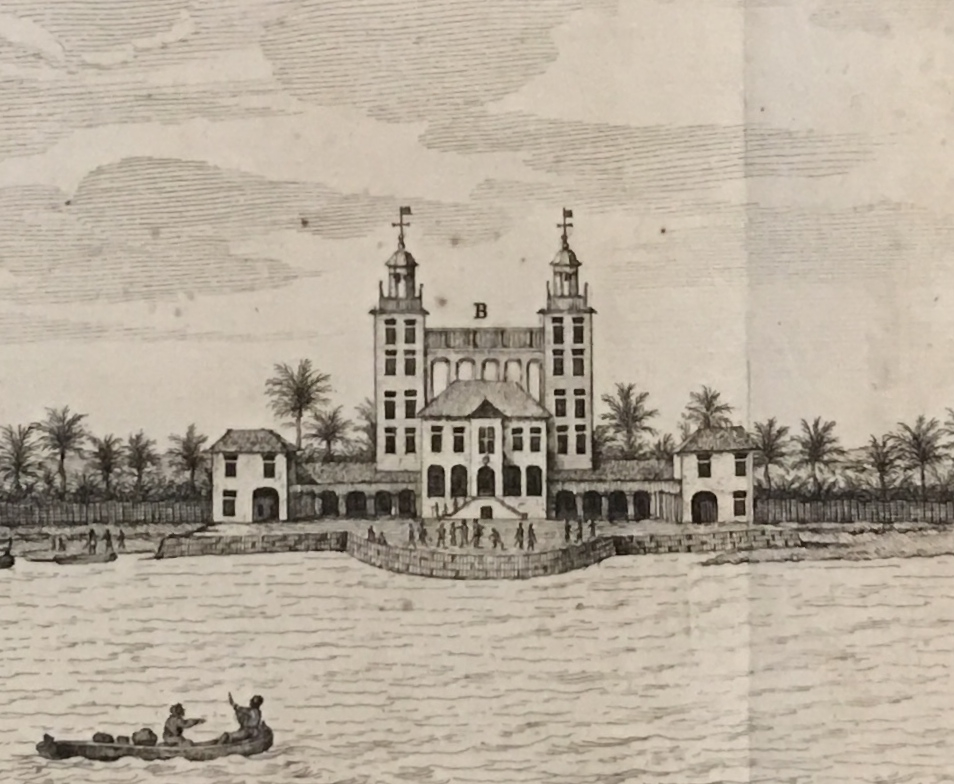
Palácio de Friburgo, local de residência e de despachos do conde alemão (a serviço da coroa holandesa) Maurício de Nassau, demolido no século XVIII.

Maranhão - Em 25 de novembro de 1641, as tropas holandesas enviadas por Nassau desembarcaram em São Luís, na praia do Desterro. Cerca de dois mil soldados em 15 naus, comandados pelo coronel Koin Anderson e pelo experiente almirante Jan Corneliszoon Lichthardt, herói de guerra holandês, que já havia participado de outras batalhas na Bahia, Pernambuco e Paraíba, passaram em frente ao Forte São Luís, sob violento fogo dos canhões adentrando na foz do Rio Bacanga, desembarcaram rapidamente e tomaram a cidade, saqueando-a, sendo que o governador Bento Maciel Parente, conhecido por ser "perseguidor de índios", não pôde oferecer resistência entregando a cidadela ao navegadores holandeses. Os Holandeses tinham como objetivo a expansão da indústria açucareira com novas áreas de produção de cana-de-açúcar. Depois, expandiram-se para o interior da Capitania. Os colonos, insatisfeitos com a presença holandesa, começaram movimentos para a expulsão dos holandeses do Maranhão em 1642. As guerrilhas só acabaram em 1644, após 3 anos intensos, despovoando e destruindo quase toda a vila de São Luís, quando os holandeses, já sem reforços de Holanda, se retiraram do Maranhão. Um dos primeiros nomes a fazerem parte da resistência foi Antônio Teixeira de Melo, que se destacou como um dos líderes do movimento de expulsão. Era o fim da colônia holandesa no Maranhão.
João Maurício acusado de dar prejuízo financeiro à WIC, não adotando o modelo de exploração e usando dinheiro para construções na colônia, retorna precocemente em 1643 à República Neerlandesa. Com a destituição de João Maurício pela direção da WIC muitos judeus optam em voltar para Amsterdã. Outros firmam-se como plantadores em Suriname e Antilhas Neerlandesas.

### Colapso

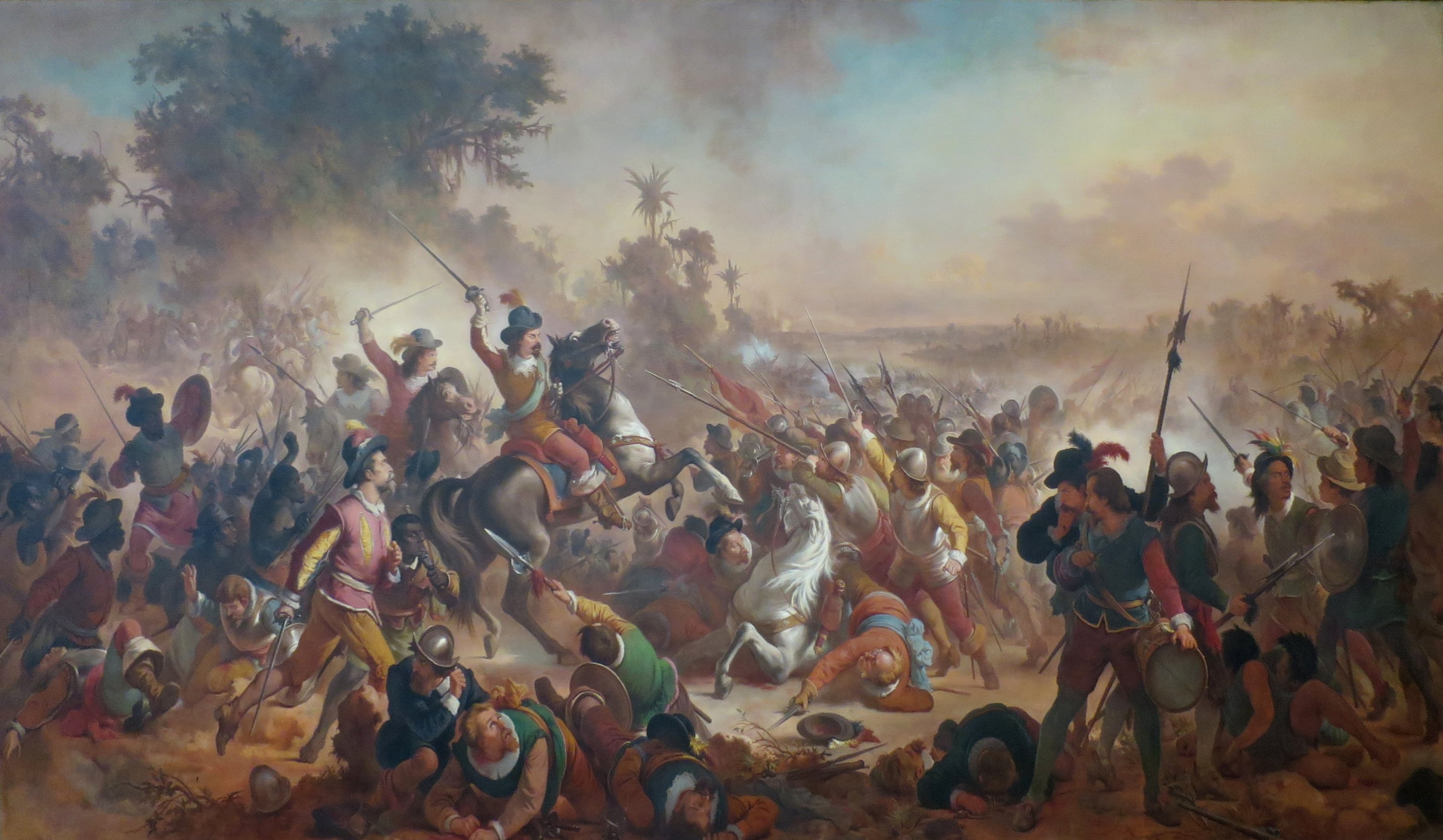
As Batalhas dos Guararapes foram episódios decisivos na Insurreição Pernambucana. Apesar de historicamente o Exército Brasileiro ter sido formado no século XIX e de as batalhas dos Guararapes terem ocorrido em meados do século XVII, vários autores defendem a existência de um elo simbólico entre ambos, já que portugueses, índios, negros e mulatos estiveram irmanados na luta pela libertação da sua terra.

Por um decreto da coroa portuguesa em 1649, é fundada a Companhia Geral do Comércio do Brasil para apoio da Insurreição Pernambucana em curso desde 1645 em Pernambuco. Em virtude da Primeira Guerra Anglo-Neerlandesa, a República Neerlandesa não pôde auxiliar os neerlandeses no Brasil e em 1654 a colônia é finalmente reconquistada pelos portugueses. A soberania portuguesa não foi reconhecida e em maio de 1654, após o tratado de paz com a Inglaterra ter sido assinado, a República Neerlandesa exige a devolução da colônia. Com o exército espanhol invadindo o pais pelo Alentejo com o objetivo de reconquistar Portugal e sob a ameaça de uma poderosa frota neerlandesa, que bloqueou a costa portuguesa por mar e cortou as comunicações de Lisboa com o seu império ultramarino, Portugal não cedeu à exigência da República Holandesa de devolver o Brasil, Angola e São Tomé e Príncipe, mas acabou por assinar o Tratado da Haia (1661), em 6 de Agosto, no qual aceitava pagar uma indemnização de 4 milhões de cruzados (equivalentes a 12 milhões de Florins) às Províncias Unidas (parcialmente em produtos como Sal de Setúbal e açúcar Sul-Americano), e devolver toda a  artilharia conquistada e ainda aceitava a perda dos seus territórios no Ceilão (atual Sri Lanka, riquíssimos em Canela), tomados pelos holandeses em 1657-58. Em contrapartida a Holanda reconhecia a soberania portuguesa no Nordeste brasileiro, costa angolana e arquipélago de São Tomé e Príncipe. Esta quantia foi paga anualmente por Portugal em parcelas ao longo de quatro décadas e sob ameaça de guerra, ainda que de forma muito irregular.
Como Portugal estava a sofrendo a invasão espanhola do exército de João José de Áustria, filho bastardo do próprio Rei Filipe IV, que depois de tomar Évora chegou perto de Lisboa (Alcácer do Sal em 1663), Portugal não pagou o acordado no tratado de 1661, pelo que os holandeses bloquearam novamente a costa portuguesa e atacaram as possessões ultramarinas lusitanas na Ásia, onde conquistaram as praças de Cochim, Cananor, Cangranor (costa do Malabar, conhecida como costa da Pimenta) e bloquearam Goa, capital do Estado da Índia portuguesa até Junho de 1664. Em 1669 foi assinado um novo tratado na Haia, em que dos 4 milhões de cruzados devidos, 1,5 milhões ficariam por conta do reconhecimento português da soberania holandesa sobre estas praças da costa do Malabar, restando 2,5 milhões de indemnização a pagar à república batava pela perda dos territórios brasileiro e angolano. Foram ainda concedidos privilégios comerciais aos Holandeses sobre o comércio açucareiro no Brasil.

## Demografia

### Religião

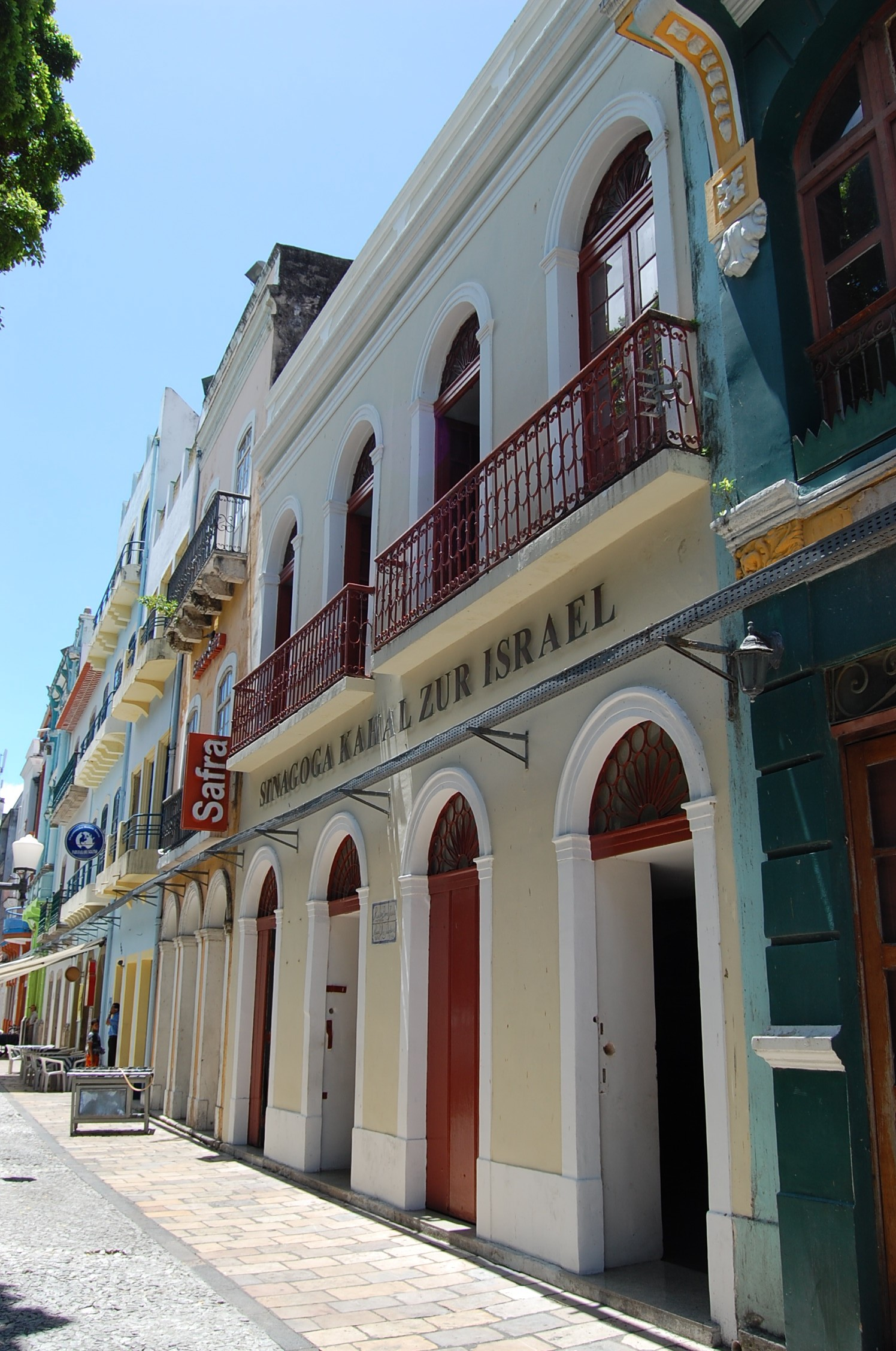
Sinagoga Kahal Zur Israel em Mauritsstad (Recife). A primeira na América.

Por volta de 1630, durante o domínio holandês em Pernambuco, a Igreja Reformada Holandesa (em holandês: Nederlandse Hervormde Kerk ou NHK) instalou-se no Brasil. Foram fundadas 22 igrejas protestantes no Nordeste, sendo que a maior era a do Recife e contava, inclusive, com uma congregação inglesa e uma francesa. Esta se reunia no templo gálico, que tinha no conde Maurício de Nassau seu membro mais ilustre. Segundo o professor Alderi Souza de Matos, "As igrejas foram servidas por mais de 50 pastores (“predicantes”), além de pregadores auxiliares (“proponentes”) e outros oficiais. Havia também muitos “consoladores dos enfermos” e professores de escolas paroquiais". A Igreja Cristã Reformada batizou índios, lutou por sua libertação e pretendia traduzir a Bíblia para o tupi e ordenar pastores indígenas. Esse período se encerrou com a guerra de Restauração portuguesa. Quando não houve mais condições de manter Recife, o Nordeste foi devolvido a Portugal e foi o fim da Igreja Reformada Holandesa no Nordeste.
Sob proteção de Maurício de Nassau, judeus portugueses que tinham sido forçados a se converter ao cristianismo e tinham se refugiado nos Países Baixos vieram para a colônia para que vivessem sem perseguições, por esses judeus foi criada a Sinagoga Kahal Zur Israel, a primeira das Américas. A mesma liberdade religiosa era dada a outras religiões. Contudo, a liberdade de culto, foi um ato político temporário que posteriormente o próprio Nassau revogou.

### Colonos
Os neerlandeses eram chamados de "topatinga" pelos brasileiros, termo de origem tupi antiga que significa "rosto pálido". E estimado que milhares de europeus, principalmente neerlandeses, imigraram a o nordeste, com aproximadamente 7.000 á 30.000 europeus.

## Economia
Nessa altura, o Nordeste Brasileiro era tão relevante para a economia portuguesa que Portugal cedeu as próprias Ilhas Molucas aos neerlandeses para garantir que estes, em troca, não mais tentassem retomar o Nordeste Brasileiro na segunda metade do século XVII. Isto indica que a exportação do açúcar nordestino brasileiro dava mais lucros ao reino português que as especiarias das Índias Orientais (Java, Molucas, Indonésia). Uma obra datada de 1618 denominada Diálogo das Grandezas do Brasil dá muitos detalhes sobre o Nordeste Brasileiro que as descrições de décadas posteriores de neerlandeses tais como Elias Herckmans iriam reproduzir, o que evidencia que esta obra pode ter tido peso decisivo para que os neerlandeses fizessem sua incursão no Nordeste Brasileiro cientes de todos os dados.

## Cronologia
- 1630 - Nova força de assalto da WIC, transportada por sessenta e sete navios — a maior já vista na colônia — sob o comando de Hendrick Lonck, conquista Olinda e Recife, na Capitania de Pernambuco. Sem recursos para a resistência, Matias de Albuquerque retira a população civil e os defensores, e incendeia os armazéns do porto de Recife, evitando que o açúcar ali aguardando o embarque para o reino caísse em mãos do invasor. Imediatamente organiza a resistência, a partir do Arraial Velho do Bom Jesus.[3]
- 1632 - Domingos Fernandes Calabar, conhecedor das estratégias e recursos portugueses, passa para as hostes invasoras, a quem informa os pontos fracos da defesa na região nordeste do Brasil. Atribui-se a essa deserção a queda do Arraial (velho) do Bom Jesus (1635), permitindo às forças neerlandesas estenderem o seu domínio desde a Capitania do Rio Grande (do Norte) até à da Paraíba (1634).
- 1634 - Em retirada para a Capitania da Bahia, Matias de Albuquerque derrota os neerlandeses em Porto Calvo e, capturando Calabar, julga-o sumariamente por traição e executa-o.
- 1635 - Forças neerlandesas, comandadas pelo coronel polonês Crestofle d'Artischau Arciszewski, capturam o Arraial do Bom Jesus, após um longo assédio. Quase ao mesmo tempo outra força, comandada pelo coronel Sigismund van Schkoppe, cerca e captura o Forte de Nazaré, no Cabo de Santo Agostinho.
- 1636- Arciszewski derrota D. Luís de Rojas y Borja na batalha da Mata Redonda.
- 1637 - A administração dos interesses da WIC no nordeste do Brasil é confiada ao Conde João Maurício de Nassau Siegen, que expande a conquista até Sergipe (a sul).
- 1638 - Maurício de Nassau desembarca na Bahia, mas não consegue capturar Salvador.
- 1640 - Uma forte armada luso-espanhola, comandada pelo Conde da Torre, falhou em sua intenção de desembarcar em Pernambuco e sofreu uma derrota estratégica ante a armada holandesa. Com a Restauração portuguesa, Portugal assinou uma trégua de dez anos com os Países Baixos. Nassau conquista os centros fornecedores de escravos africanos de São Tomé e Príncipe e de Angola.
- 1641 - Firmado um Tratado de Aliança Defensiva e Ofensiva entre Portugal e a República Holandesa, porém o tratado não é cumprido por ambas as partes e em consequência não tem efeito nas colônias portuguesas sob domínio neerlandês no Brasil e na África. No mesmo ano, as tropas holandesas invadem São Luís, sede da Capitania do Maranhão.
- 1644 - Com sua destituição, Nassau é chamado de volta aos Países Baixos pela WIC. Nesse mesmo ano, os holandeses se retiraram do Maranhão.
- 1645 - Descontente com a nova administração enviada pela WIC, por causa da retomada do clássico modelo de exploração exaustiva, eclode a chamada Insurreição Pernambucana ou Guerra da Luz Divina. Em 3 de agosto fere-se a Batalha do Monte das Tabocas (atual Vitória de Santo Antão).
- 1648-1649 - Batalhas dos Guararapes, vencidas pelos luso-brasileiros.
- 1654 - Assinatura da Capitulação do Campo do Taborda, em frente ao Forte das Cinco Pontas, no Recife. Os neerlandeses deixam o Nordeste do Brasil.
- 1661 - Firmado o Tratado de Haia pelo qual a República Holandesa reconheceu a soberania portuguesa sobre o Nordeste brasileiro.